# Mariä Himmelfahrt (Baar)

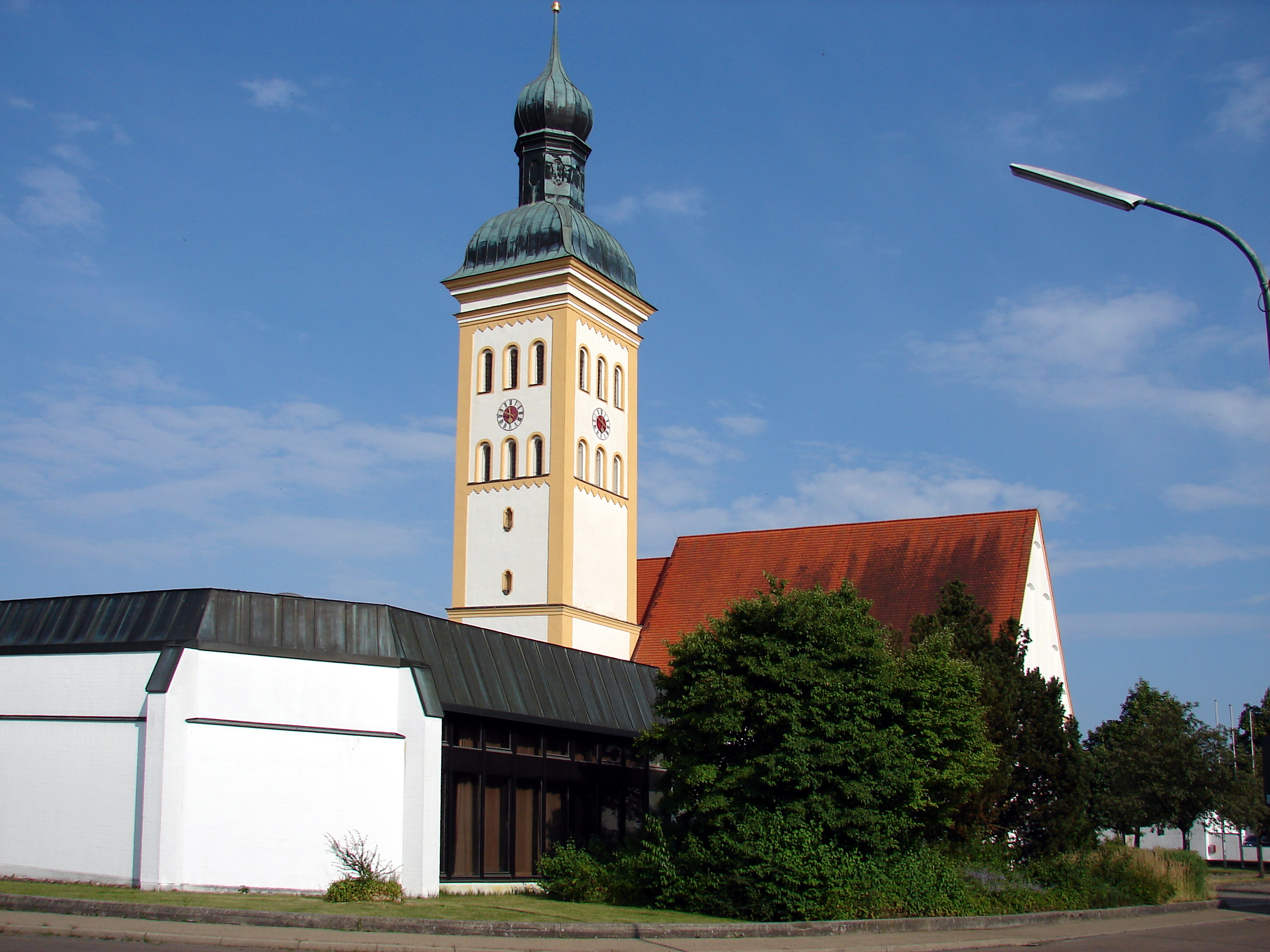
Mariä Himmelfahrt in Baar

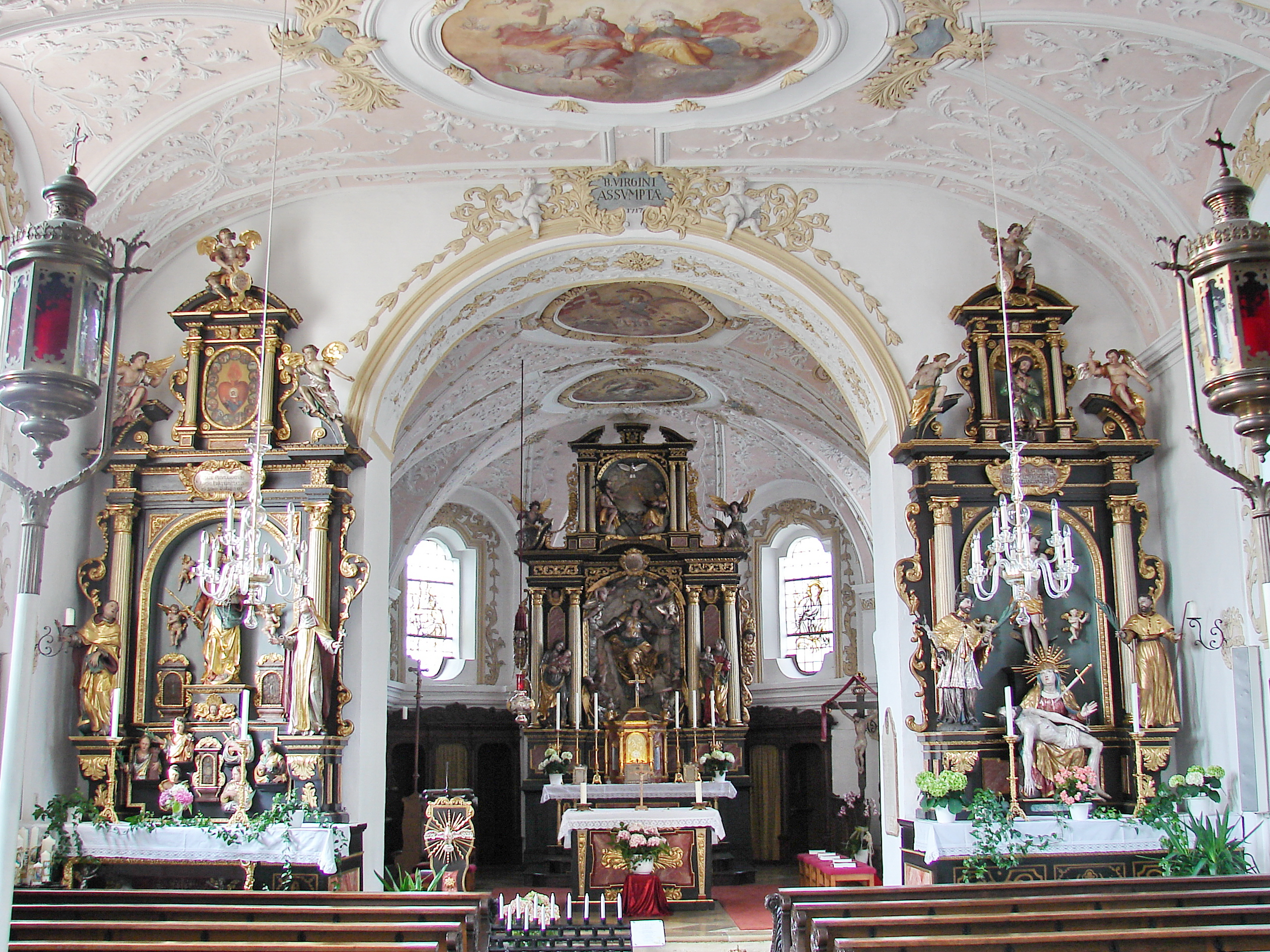
Innenraum

Die römisch-katholische Pfarrkirche Mariä Himmelfahrt steht in Baar, einem Gemeindeteil von Baar-Ebenhausen im oberbayerischen Landkreis Pfaffenhofen an der Ilm. Das Bauwerk ist in der Liste der Baudenkmäler in Baar-Ebenhausen unter der Nr. D-1-86-113-1 eingetragen. Das Patrozinium der Kirche wird am 15. August (Mariä Himmelfahrt) gefeiert. Die Kirche gehört zum Dekanat Pfaffenhofen im Bistum Augsburg.

## Beschreibung
Die Saalkirche stammt im Kern aus der zweiten Hälfte des 15. Jahrhunderts. Zwischen 1699 und 1717 wurde sie barock umgestaltet. Sie besteht aus einem Langhaus, einem eingezogenen Chor mit Fünfachtelschluss im Nordosten, einer Sakristei an der Südostwand und einem Chorflankenturm auf quadratischem Grundriss an der Nordwestwand des Chors. Das oberste Turmgeschoss enthält die Turmuhr und den Glockenstuhl mit drei Kirchenglocken und ist mit einer Welschen Haube bedeckt. 
Der Innenraum des Langhauses ist von einem korbbogigen, mit Stuck und einer Deckenmalerei versehenen Tonnengewölbe überspannt. Der 1628 geschaffene Hochaltar wird Hans Degler zugeschrieben. An der Brüstung der Empore befindet sich ein Gemälde, auf dem die zwölf Apostel dargestellt sind.

## Orgel

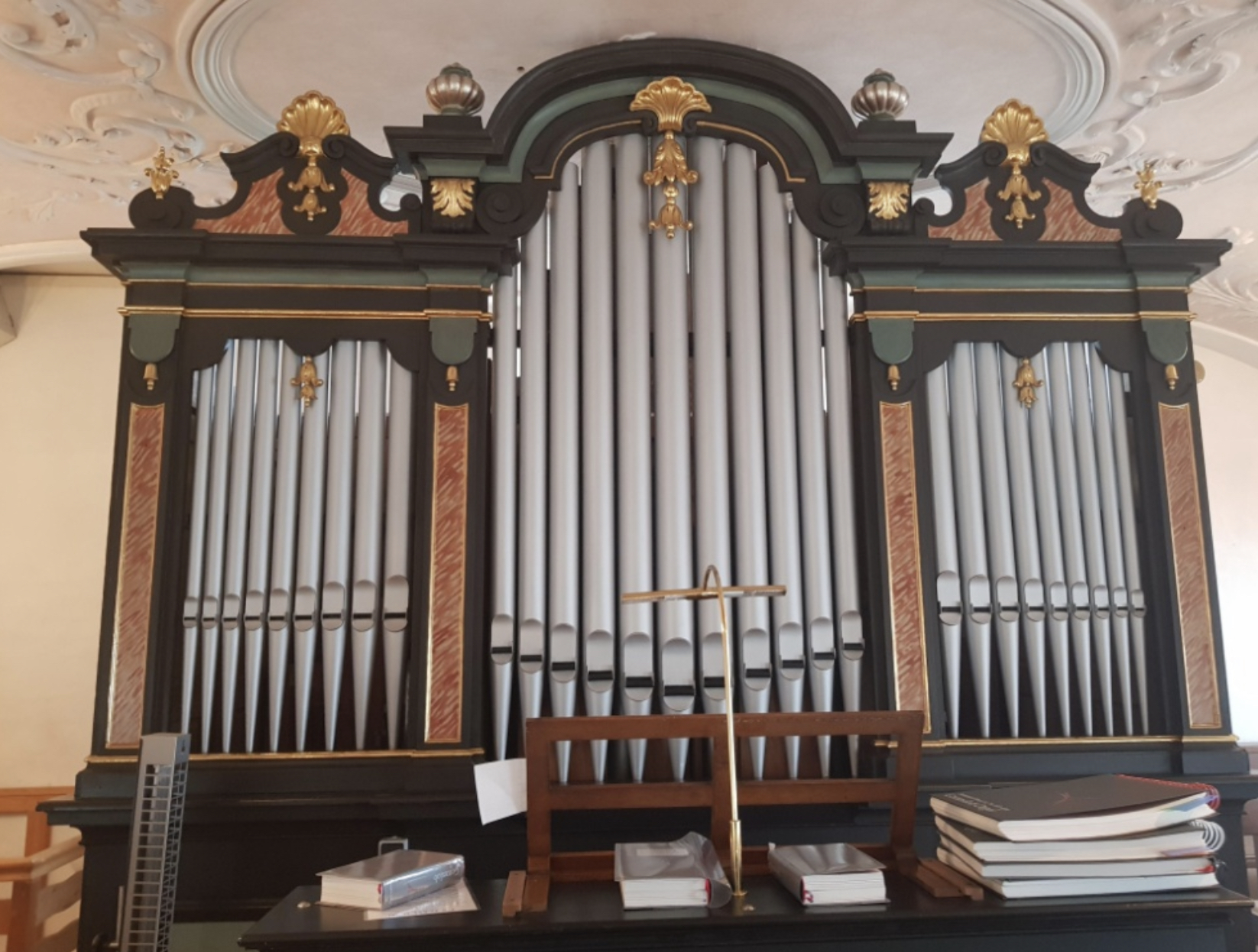
Orgel

Die  pneumatische Taschenladen-Orgel mit acht Registern auf einem Manual und Pedal wurde 1907 von Franz Borgias Maerz erbaut. Die Disposition lautet:
| Manual       |       |
| Principal    | 8′    |
| Gedackt      | 8′    |
| Gamba        | 8′    |
| Dolce        | 8′    |
| Octav        | 4′    |
| Traversflöte | 4′    |
| Rauschquinte | 2 ⁄3′ |

| Pedal  |     |
| Subbaß | 16′ |

- Koppeln: M/P
- Spielhilfen: Tutti